# Jordan Adetunji

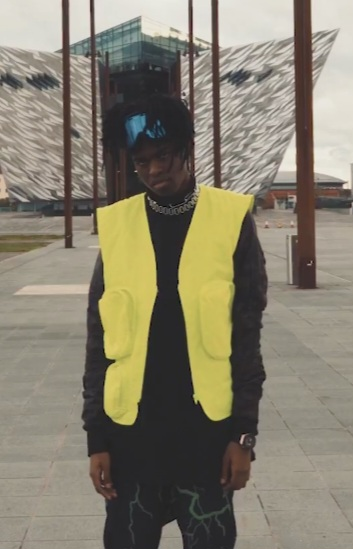
Jordan Adetunji, 2019

Jordan Adetunji (* 25. Februar 1999 in London) ist ein britischer Rapper und Sänger aus Belfast in Nordirland.

## Leben
Jordan Adetunji wuchs in London auf. Mit 10 Jahren zog seine Familie nach Belfast, wo er bis heute lebt. Mit der Musik begann er mit 15. Er spielte zunächst Trompete und spielte in der Schule klassische Musik. Mit 18 Jahren lernte er Schlagzeug und begann zu rappen. In seinem Elternhaus war Rap zeitweise verpönt, daher kannte er nur Megastars wie Drake und J. Cole, denen er nacheiferte. Als Erwachsener begann er Mixtapes zu hören, zudem entwickelte er eine Vorliebe für Alternative Rock wie Bring Me the Horizon und Post-Punk wie Joy Division. Seine ersten eigenen Tracks lud er über Soundcloud hoch. Es folgten eine Reihe von Facebook-Videos, wo er mit den Genres Post-Punk und Alternative experimentierte.
Es war dann Oli Sykes von Bring Me the Horizon, der den Rapper auf TikTok entdeckte und zu RCA Records brachte. Nach einigen Singles erschien am 19. Mai 2024 der Song Kehlani, benannt nach der US-amerikanischen Sängerin Kehlani. Auf TikTok erreichte der Song innerhalb von drei Tagen 115.000 Aufrufe. Er unterschrieb dann einen weiteren Künstlervertrag bei 300 Entertainment. Als Kehlani einen TikTok veröffentlichte, bei dem sie die Single mit ihrem Namen als Karaoke zum Besten gab, ging das Lied weiter viral und wurde ein weltweiter Hit.

## Diskografie

### Alben
- 2023: Rock ’n’ Rave (Indigo Kid/Sony Music UK)

### EPs
- 2023: Involved (Indigo Kid/|Sony Music UK)

### Singles
| Jahr | Titel Album | Höchstplatzierung, Gesamtwochen, AuszeichnungChartplatzierungen (Jahr, Titel, Album, Platzierungen, Wochen, Auszeichnungen, Anmerkungen) | Höchstplatzierung, Gesamtwochen, AuszeichnungChartplatzierungen (Jahr, Titel, Album, Platzierungen, Wochen, Auszeichnungen, Anmerkungen) | Höchstplatzierung, Gesamtwochen, AuszeichnungChartplatzierungen (Jahr, Titel, Album, Platzierungen, Wochen, Auszeichnungen, Anmerkungen) | Höchstplatzierung, Gesamtwochen, AuszeichnungChartplatzierungen (Jahr, Titel, Album, Platzierungen, Wochen, Auszeichnungen, Anmerkungen) | Höchstplatzierung, Gesamtwochen, AuszeichnungChartplatzierungen (Jahr, Titel, Album, Platzierungen, Wochen, Auszeichnungen, Anmerkungen) | Anmerkungen                        |
| Jahr | Titel Album | DE | AT | CH | UK | US | Anmerkungen                        |
| ---- | ----------- | --- | --- | --- | --- | --- | ---------------------------------- |
| 2024 | Kehlani –   | DE37 (14 Wo.)DE | AT38 (12 Wo.)AT | CH29 (19 Wo.)CH | UK8 Gold · (20 Wo.)UK | US24 Platin · (21 Wo.)US | Erstveröffentlichung: 19. Mai 2024 |

Weitere Singles
- 2020: Close to You
- 2020: Shock ’em (mit Evans Junior & JyellowL)
- 2020: Wokeup
- 2020: Black Kings (mit Jahmiel)
- 2020: Around
- 2021: Angel
- 2021: Riot
- 2021: Take My Heart Out
- 2021: Wasting Time
- 2022: Insecure (Love Yourself)
- 2023: You and I
- 2023: Go
- 2023: Things You Do
- 2023: Can’t Lose
- 2024: Won’t (mit J Rick & RJ Pasin)
- 2024: Zack & Cody

## Auszeichnungen für Musikverkäufe
| Goldene Schallplatte - Australien - 2024: für die Single Kehlani - Neuseeland - 2024: für die Single Kehlani - Polen - 2024: für die Single Kehlani - Portugal - 2024: für die Single Kehlani | 2× Platin-Schallplatte - Kanada - 2025: für die Single Kehlani |

Anmerkung: Auszeichnungen in Ländern aus den Charttabellen bzw. Chartboxen sind in ebendiesen zu finden.
| Land/RegionAuszeichnungen für Musikverkäufe (Land/Region, Auszeichnungen, Verkäufe, Quellen) | Gold     | Platin     | Verkäufe  | Quellen                   |
| -------------------------------------------------------------------------------------------- | -------- | ---------- | --------- | ------------------------- |
| Australien (ARIA)                                                                            | Gold1    | —          | 35.000    | aria.com.au               |
| Kanada (MC)                                                                                  | —        | 2× Platin2 | 160.000   | musiccanada.com           |
| Neuseeland (RMNZ)                                                                            | Gold1    | —          | 15.000    | aotearoamusiccharts.co.nz |
| Polen (ZPAV)                                                                                 | Gold1    | —          | 25.000    | olis.pl                   |
| Portugal (AFP)                                                                               | Gold1    | —          | 5.000     | Einzelnachweise           |
| Vereinigte Staaten (RIAA)                                                                    | —        | Platin1    | 1.000.000 | riaa.com                  |
| Vereinigtes Königreich (BPI)                                                                 | Gold1    | —          | 400.000   | bpi.co.uk                 |
| Insgesamt                                                                                    | 5× Gold5 | 3× Platin3 |           |                           |